# Franciszek Bogus
Franciszek Bogus (ur. 8 października 1927 w Reptach Śląskich) – polski mechanik, poseł na Sejm PRL IV i V kadencji.

## Życiorys
Po ukończeniu szkoły podstawowej, jeszcze przed II wojną światową, pracował w charakterze robotnika. W 1945 został rzemieślnikiem w Polskich Kolejach Państwowych. W 1947 został absolwentem Średniej Szkoły Zawodowej w Tarnowskich Górach i uzyskał uprawnienia czeladnicze. Ukończył potem także Liceum Mechaniczne w Katowicach oraz studia w Wyższej Szkole Ekonomicznej we Wrocławiu. W 1958 został naczelnikiem oddziału trakcji PKP w Katowicach, a w 1961 w Tarnowskich Górach. W tym samym roku został dyrektorem nowo utworzonej Zasadniczej Szkoły Zawodowej dla Pracujących na PKP z siedzibą w Parowozowni Głównej w Tarnowskich Górach. Pełnił tę funkcję do 1969.
Od 1951 należał do Polskiej Zjednoczonej Partii Robotniczej. Był w niej sekretarzem oddziałowej organizacji partyjnej, zasiadał także w egzekutywie Komitetu Zakładowego, a od 1962 w egzekutywie Komitetu Powiatowego. Był radnym Powiatowej i Wojewódzkiej Rady Narodowej w Katowicach. W 1965 i 1969 uzyskiwał mandat posła na Sejm PRL w okręgu Bytom. Przez dwie kadencje zasiadał w Komisji Komunikacji i Łączności.

## Odznaczenia
- Złoty Krzyż Zasługi
- Brązowy Krzyż Zasługi
- Medal 10-lecia Polski Ludowej
- Odznaka 1000-lecia Państwa Polskiego (1966)[2]